# 第五五二海軍航空隊
第五五二海軍航空隊(だい552かいぐんこうくうたい)は日本海軍の部隊の一つ。最前線の外南洋防衛の主力爆撃機隊として、太平洋戦争中盤に北方・内南洋・外南洋で雷撃・爆撃・哨戒行動に従事した。

## 沿革
マーシャル諸島方面の防空を担当していた第十一航空艦隊第二十四航空戦隊は、戦闘機・陸上攻撃機・飛行艇からなる長距離哨戒に特化した部隊だった。しかし短距離の対艦迎撃や中距離対潜哨戒に向いた艦上爆撃機隊を欠いていた。五五二空は艦攻隊として編成され、二十四航戦の中核を担うことを期待された。しかし、編成は二十四航戦の内地帰還に合わせて開始されたため、本務であるマーシャル諸島への出撃機会はなかった。さらにソロモン諸島の攻防が激化したことから、五五二空の行き先はマーシャルからソロモンに変更された。しかし、諸般の事情により、ソロモン進出の実現まで紆余曲折をたどることとなった。

### 開隊
- 昭和17年（1942年）

12月1日　特設航空隊として茂原飛行場で開隊。第十一航空艦隊第二十四航空戦隊に編入。定数・艦上爆撃機36機。
12月11日　大分飛行場で九九式艦上爆撃機2機を調達、編成を開始。
　　　　　　　　　本隊は館山飛行場に移転し、訓練に従事。機体は18年3月上旬に充足。
- 昭和18年（1943年）

3月21日　本州への敵機動部隊襲来を警戒、本州東方沖対艦哨戒に初出動。4月1日まで哨戒に従事。

### 北方戦線
二十四航戦は再編を完了次第、ラバウルに進出することが計画された。五五二空は6月末の進出をもくろんで訓練が続行された。しかし、昭和18年4月27日、アッツ島の地上戦が始まったため、この計画は白紙撤回となった。
- 昭和18年（1943年）

5月18日　第十二航空艦隊新編、二十四航戦は隷下に入る。
　　　　　　　　　美幌飛行場に進出、北方警戒に従事。
6月23日　7月のラバウル進出が内定、木更津飛行場への撤退命令発動。
7月1日　ラバウル進出計画、再度撤回。

### 内南洋
二十四航戦のラバウル進出計画はまたもや撤回され、五五二空はマーシャル諸島への進出が急遽指示された。これを補完するため、新たに編成された第五三一海軍航空隊が二十四航戦に編入され、北方部隊に振り向けることとなった。五五二空は内南洋をカバーする二十二航戦に正式に転籍し、開隊時の目的地であった内南洋に到達した。
- 昭和18年（1943年）

7月5日　第一陣25機、木更津出撃。硫黄島・サイパン経由、7月7日トラック着（1機落伍）。
7月15日　半数12機、クェゼリン環礁ルオット飛行場に進出。第二陣9機も21日着。
7月19日　タラワに半数12機を派遣。
7月28日　タラワ初空襲。派遣隊9機損傷。
8月13日　本隊はミレ環礁に進出、マーシャル諸島・ギルバート諸島沖の哨戒を開始。
9月18日　タラワ再空襲（被害なし）。本隊より14機増援（24日まで）。
11月5日　ミレ初空襲。

### ラバウル
昭和18年10月28日、ニューブリテン島の地上戦に対応すべく「ろ号作戦」が発動された。五五二空にも増援が要請され、タラワ派遣隊はミレに撤退。さらにトラック経由でラバウルに向かい、17日に到着した。これによって、11月20日に始まるタラワ島の地上戦から免れた。しかし、ラバウルに到着した17日は第五次ブーゲンビル島沖航空戦の当日で、この日をもって「ろ号作戦」は終了となった。結局、五五二空は「ろ号作戦」に間に合わず、原隊の管轄であったギルバート諸島沖航空戦・マーシャル諸島沖航空戦にも参加できずに移動していただけという、不本意な結果となった。なお、ミレには3機を残留させていたが、これはマーシャルに進出した五三一空に編入された。
- 昭和18年（1943年）

12月3日　第六時ブーゲンビル島沖航空戦に出撃、戦果なし・喪失2機。
12月5日　テニアン島へ撤退命令。7日よりラバウル発、トラックにて補給。
12月15日　テニアン撤退を撤回。再びラバウルに進出するためトラック発。
12月21日　第五八二海軍航空隊と連合でマーカス岬沖の船団を攻撃。
　　　　　　　　　以後、五八二空と合同で輸送船団の攻撃に3回出撃。
- 昭和19年（1944年）

1月8日　ツルブの敵陣地を爆撃。
1月26日　テニアンへの撤退を下令。

### 壊滅
ラバウルの戦いに見切りをつけた大本営は、絶対国防圏の死守を進めるために、ラバウルから即戦力部隊を撤退させてマリアナ諸島の防御に振り向けることとした。五五二空も撤退の対象となり、本隊はテニアン、派遣隊はトラックに撤退することになった。
- 昭和19年（1944年）

2月5日　本隊10機、テニアンに到着（トラックに15機残留）。
2月17日　トラック大空襲。残留15機全損。
　　　　　　　　　トラックの再防御のため6機派遣。
2月23日　マリアナ諸島大空襲。残留9機全損。
3月4日　解隊。
同一行動を取った第二〇一海軍航空隊や第五〇一海軍航空隊も、同様にトラック増援隊を派遣した直後に本隊を失った。第一航空艦隊再建を兼ねた航空隊の見直しによって、廃止された航空隊もあれば、別の機体・人員で再建した航空隊もある。五五二空は前者にあたる。各地を転戦してきた五五二空は昭和19年3月4日付で解散した。

## 主力機種
- 九九式艦上爆撃機

## 歴代司令
1. （兼）大橋富士郎 大佐：1942年12月1日[1] - 1942年12月15日[2] （本職：第七〇三海軍航空隊司令）
2. 前原富義 大佐：1942年12月15日[2] - 1943年1月25日[3]
3. 田中義雄 大佐：1943年1月25日[3] - 1944年3月4日[4]